# Saleh al-Dawod
Saleh al-Dawod (arabisch صالح الداوود, DMG Ṣāliḥ ad-Dāwūd; * 24. September 1968) ist ein ehemaliger saudi-arabischer Fußballspieler.

## Karriere

### Klub
In seiner kompletten Karriere spielte er bis mindestens zur Saison 1999/2000 für al-Shahab.

### Nationalmannschaft
Seinen ersten bekannten Einsatz für die saudi-arabische Nationalmannschaft hatte er am 15. September 1992 bei einem 2:0-Sieg über Kuwait während des Arabischen Nationenpokals 1992. Danach war er in einer Qualifikationspartie für die Weltmeisterschaft 1994 und bei Freundschaftsspielen im Einsatz. Beim König-Fahd-Pokal 1995 stand er in einem Spiel auf dem Feld. Sein nächstes Turnier war der Konföderationen-Pokal 1999, wo er in vier Spielen zum Einsatz kam. Nach weiteren drei Freundschaftsspielen beendete er seine Karriere im Nationaldress.